# ۱۱۴۷ (خورشیدی)
۱۱۴۷ هزار و صد و چهل و هفتمین سال هجری خورشیدی است.